# La città sul confine
La città sul confine è un libro dello scrittore italiano Paolo Valente in cui sono raccolte ventiquattro "storie meranesi di uomini e fantasmi". Il volume, edito dalla casa editrice OGE (Opera Graphiaria Electa), è uscito nel 2006.
In uno dei più avvincenti racconti di questo ciclo meranese, Gino Bartali affronta in fuga solitaria le asperità della tappa  dolomitica, con traguardo finale proprio a Merano, durante il vittorioso Giro d'Italia del 1937.
Sul piano simbolico, la fatica letteraria di Paolo Valente si riflette nell'impresa del campione toscano. Seguendo una linea cronologica, la bicicletta del narratore parte dal misterioso fondovalle della preistoria. Scala i ripidi tornanti del medioevo, dell'età moderna e dell'Ottocento, fra scontri di popoli ed eserciti, alternarsi di egemonie politiche, imperversare di epidemie e alluvioni. S'inerpica fino al valico che immette nel drammatico percorso del Novecento, culminante con la bufera della seconda guerra mondiale, dove si affacciano ombre inquietanti di dittatori e carnefici. Ridiscende poi verso il Passirio (con un richiamo alle tragiche giornate di inizio 1996 che videro tornare violentemente protagonista la follia nazionalista impersonata dalla triste figura di Ferdinand Gamper) e infine si rituffa nell'ancestrale avventura dell'“uomo venuto dal ghiaccio” per raccordarla idealmente, sul filo del confine italo-austriaco, con il presente della provincia autonoma di Bolzano.
Al di là dell'interesse storiografico (accentuato dalle rivelazioni sull'imperatrice Elisabetta di Baviera, Juan Perón, Mussolini) e dell'incalzante ritmo narrativo (ravvivato da “cambi di marcia” nel linguaggio e nello stile), i 24 pannelli della Città sul confine sottintendono un duplice intento: da un lato propongono, della frontiera fra il mondo latino e quello germanico, una concezione aperta, dinamica e soprattutto pacifica; dall'altro invitano i lettori a riattivare la loro memoria nel recupero di un prezioso, variegato patrimonio culturale.